# Municipio de Polk (condado de Monroe, Indiana)
El municipio de Polk (en inglés: Polk Township) es un municipio ubicado en el condado de Monroe en el estado estadounidense de Indiana. En el año 2010 tenía una población de 360 habitantes y una densidad poblacional de 3,58 personas por km².

## Geografía
El municipio de Polk se encuentra ubicado en las coordenadas 39°2′27″N 86°22′25″O / 39.04083, -86.37361. Según la Oficina del Censo de los Estados Unidos, el municipio tiene una superficie total de 100.47 km², de la cual 88,48 km² corresponden a tierra firme y (11,93 %) 11,98 km² es agua.

## Demografía
Según el censo de 2010, había 360 personas residiendo en el municipio de Polk. La densidad de población era de 3,58 hab./km². De los 360 habitantes, el municipio de Polk estaba compuesto por el 97,78 % blancos, el 0,83 % eran amerindios, el 0,56 % eran asiáticos, el 0,56 % eran de otras razas y el 0,28 % eran de una mezcla de razas. Del total de la población el 0,83 % eran hispanos o latinos de cualquier raza.